# Vila Lothara Grohmanna
Vila Lothara Grohmanna (také uváděna jako vila Adolfa Grohmanna) se nachází ve Vrbně pod Pradědem v okrese Bruntál. Vilu na Jesenické 347/33 byla postavena pro Lothara Grohmanna.
Vila byla v roce 2000 prohlášena kulturní památkou ČR.

## Historie
Grohmannové byli významní podnikatelé ve Vrbně pod Pradědem, kteří vlastnili továrny ve Vrbně, Pochni, Markvarticích, v rumunském Temešváru a  v maďarské Rákospalotě. Vila pro Lothara Grohmanna se začala stavět v roce 1929 a dostavěna byla v roce 1930. Návrh vypracoval vídeňský architekt Josef Hoffmann (1870–1956). Vila byla využívána osmdesátých letech 20. století jako mateřská školka . Firma Avenced Plastic s.r.o., majitel vily v roce 2011, žádala o zrušení prohlášení za kulturní památku ČR, žádosti nebylo vyhověno. K 10. lednu 2018 byla vila nabízena k prodeji.

## Architektura
Vila je příkladem puristické vilové architektury z přelomu první třetiny 20. století. Jednopatrová zděná podsklepená stavba s podkrovím má obdélníkový půdorys. Vila je krytá valbovou střechou se dvěma vikýři. Později bylo dostavěno zadní schodiště do zahrady. U severozápadního průčelí byla přízemní zimní zahrada. 

## Interiér
Vstup v přízemí vede do schodišťové haly se sociálním zařízením. Hala je propojena s hlavním salonem, který má východ na zahradu a dále na zimní zahradu. Na salon jsou napojeny další pokoje, které jsou vzájemně propojené. V pokojích jsou viditelné trámy. V bývalé ložnici byl výklenek obložený tmavým dřevem, připomínající dámský odpočinkový kout. V patře byly ložnice s terasou nad zimní zahradou. V mezipatře bylo sociální zařízení. Patra spojuje více ramenné dřevěné schodiště. V chodbě byly vestavěné skříně. V podkroví byl jeden obytný pokoj.